# Ordre de bataille de Rich Mountain
L'ordre de bataille de Rich Mountain présente l'organisation des forces de l'Union et de la Confédération engagées lors de la bataille de Rich Mountain, au cours de la guerre de Sécession en 1861.

## Abréviations utilisées

### Grade militaire
- Major général -  Major général
- Brigadier général -  Brigadier général
- Colonel -  Colonel
- Lieutenant colonel -  Lieutenant-colonel
- Commandant -  Commandant
- Capitaine -  Capitaine
- Premier lieutenant -  Premier lieutenant

### Autre
- (b) = blessé
- mb = mortellement blessé
- † = tué
- (PDG) = capturé

## Force de l'Union
Département de l'Ohio (armée d'occupation) :  Major général George B. McClellan
| Brigades                                                          | Régiments |
| ----------------------------------------------------------------- | --- |
| Rich Mountain Major général George B. McClellan                   | |
| Brigade de Schleich Brigadier général Newton Schleich             | - 3rd Ohio : Colonel Isaac H. Morrow - 6th Ohio : Colonel William K. Bosley - 14th Indiana : Colonel Nathan Kimball - 15th Indiana : Colonel George D. Wagner |
| Brigade de Rosecrans Brigadier général William S. Rosecrans       | - 17th Ohio : Colonel John M. Connel - 19th Ohio : Colonel Samuel Beatty - 8th Indiana : Colonel William P. Benton - 10th Indiana : Colonel Mahlon D. Manson - 13th Indiana : Colonel Jeremiah C. Sullivan - Compagnie indépendante de la cavalerie de l'Ohio : Capitaine Henry W. Burdsal - 4th U.S. Artillery, batterie G: Capitaine Albion P. Howe - 4th U.S. Artillery, batterie I: Capitaine Oscar A. Mack |
| Brigade avancée de McCook Colonel Robert L. McCook                | - 4th Ohio : Colonel Lorin Andrews - 9th Ohio : Colonel Robert L. McCook - 1st Michigan Artillery, batterie A : Premier lieutenant George Van Pelt |
| Laurel Hill Brigadier général Thomas A. Morris                    | |
| Brigade de l'Indiana de Morris Brigadier général Thomas A. Morris | - 6th Indiana : Colonel Thomas Turpin Crittenden - 7th Indiana : Colonel Ebenezer Dumont - 9th Indiana : Colonel Robert H. Milroy - 1st Ohio Light Artillery, détachement : Colonel James Barnett |
| Brigade de Hill Brigadier général Charles W. Hill                 | - 8th Ohio : Colonel Herman G. Depuy - 15th Ohio : Colonel George W. Andrews - 16th Ohio : Colonel James Irvine |

## Forces confédérées
Armée du nord-ouest :  Brigadier général Robert S. Garnett
| Régiments                                       | |
| ----------------------------------------------- | --- |
| Laurel Hill Brigadier général Robert S. Garnett | - 1st Georgia : Colonel James N. Ramsey - Neuvième bataillon d'infanterie de Virginie : Commandant George W. Hansborough - 23 rd Virginia : Colonel William B. Taliaferro - 31st Virginia : Lieutenant-colonel William L. Jackson - 37th Virginia: Colonel Samuel V. Fulkerson - Artillerie de Danville : Capitaine Lindsay M. Shumaker - Escadron de cavalerie de Smith : Capitaine John G. Smith - Escadron de cavalerie de Jackson : Capitaine George Jackson |
| Rich Mountain Lieutenant colonel John Pegram    | - 20th Virginia : Lieutenant-colonel John Pegram - 25th Virginia : Lieutenant-colonel Jonathan M. Heck - 44th Virginia : Colonel William C. Scott - 14th Virginia Cavalry, compagnie I : Capitaine Franklin F. Sterrett - Batterie de Lee : Capitaine Pierce B. Anderson |